# Валсад (округ)
Валсад (гудж. વલસાડ જિલ્લો; англ. Valsad) — округ на юго-востоке индийского штата Гуджарат. Административный центр — город Валсад. Площадь округа — 3034 км². По данным всеиндийской переписи 2001 года население округа составляло 1 410 553 человека. Уровень грамотности взрослого населения составлял 69,15 %, что выше среднеиндийского уровня (59,5 %). Доля городского населения составляла 27,02 %.